# بند (فیلم)
بند فیلمی ایرانی به کارگردانی و نویسندگی غلامحسین طاهری‌دوست، ساخته سال ۱۳۶۰ است.

## خلاصه داستان
باقر گیوه‌دوزیست که با آمدن کفش‌های لاستیکی و ماشینی کارش از رونق افتاده او فرزندش را اسد را در کارگاه قالی‌بافی مشغول بکار کرده و خودش برای کار به مزارع پنبه می‌رود. اسد از کار طاقت‌فرسا و دوری خانواده در رنج است و …